# Wainwright Building
Het Wainwright Building in Saint Louis, Verenigde Staten, heeft 10 verdiepingen en een hoogte van 44,81 meter. Het gebouw is een van de eerste wolkenkrabbers in de wereld en is vernoemd naar de lokale financier Ellis Wainwright. Het is ontworpen door Dankmar Adler en Louis Sullivan en werd tussen 1890 en 1891 gebouwd.

## Ontwerp
Het Wainwright Building heeft een stalen skelet. De gevels zijn van bakstenen en hebben terracotta versieringen. Het gebouw is duidelijk onderverdeeld in drie delen. Het heeft als plint twee verdiepingen met op de begane grond winkels en de ingang, en op de eerste etage kantoren voor publieke diensten. Daarboven vindt men zeven identieke etages met kantoor, daarop wordt het gebouw afgesloten met een verdieping voor watertanks en technische ruimten. Deze is voorzien van een fries en kroonlijst met kleine ronde ramen.
Opvallend aan het gebouw is ook het zeer duidelijke raster dat gevormd wordt door de ramen, die zowel horizontaal, als verticaal in rijen staan. De verticale verdeling wordt gevormd door pilasters, of halfzuilen, terwijl de horizontale lijnen door sierbanden gevormd worden. Deze stijl is zo kenmerkend voor Louis Sullivan, dat deze stijl ook wel Sullivanesque wordt genoemd.

## Verval
Het Wainwright Building werd een tijd lang verwaarloosd, doordat de economie achteruit ging. Maar de National Trust for Historic Preservation redde het gebouw om zijn historisch belang. Tegenwoordig is de staat Missouri eigenaar van het gebouw en is het goed onderhouden.